# Max Grün
Maximilian Grün (ur. 5 kwietnia 1987 w Karlstadt) – niemiecki piłkarz występujący na pozycji bramkarza. Od 2013 roku jest zawodnikiem VfL Wolfsburg.

## Kariera klubowa
Grün treningi rozpoczął w zespole FV 1920 Karlstadt. W 2002 roku trafił do juniorów Bayernu Monachium, a w 2005 roku został włączony do jego rezerw, występujących w Regionallidze Süd. Przez cztery lata rozegrał tam pięć spotkań. W 2009 roku odszedł do drugoligowego SpVgg Greuther Fürth. W 2. Bundeslidze zadebiutował 14 lutego 2010 roku w przegranym 1:2 pojedynku z TSV 1860 Monachium. W 2012 roku awansował z zespołem do Bundesligi.

## Kariera reprezentacyjna
Grüm jest byłym reprezentantem Niemiec U-16 oraz U-17.